# Sauron (genre)
Pour les articles homonymes, voir Sauron (homonymie).
Genre
Sauron est un genre d'araignées aranéomorphes de la famille des Linyphiidae.

## Distribution
Les espèces de ce genre se rencontrent en écozone paléarctique.

## Liste des espèces
Selon World Spider Catalog (version 24.5, 20/01/2024) :
- Sauron fissocornis Eskov, 1995
- Sauron rayi (Simon, 1882)

## Systématique et taxinomie
Ce genre a été décrit par Eskov et Marusik en 1995 dans les Linyphiidae.

## Publication originale
- Eskov & Marusik, 1995 : « On the spiders from Saur Mt. range, eastern Kazakhstan (Arachnida: Araneae). » Beiträge zur Araneologie, vol. 4, p. 55-94.